# Джонсон, Темика
Теми́ка Роше́лль Джо́нсон (англ. Temeka Rochelle Johnson; род. 6 сентября 1982, Новый Орлеан, Луизиана, США) — американская профессиональная баскетболистка, выступавшая в женской национальной баскетбольной ассоциации. Была выбрана на драфте ВНБА 2005 года в первом раунде под общим 6-м номером командой «Вашингтон Мистикс». Играла на позиции разыгрывающего защитника.

## Карьера

### Колледж
Джонсон играла за тигров университета штата Луизиана. Ей принадлежит рекорд университета по передачам. Сеймон Огастус была её партнёром по команде.

### ЖНБА
Темика Джонсон была выбрана под общим шестым номером на драфте ЖНБА 2005 года командой «Вашингтон Мистикс». В первом сезоне Джонсон в ЖНБА многие ругали её за слишком маленький для баскетбола рост. После того, как в конце сезона её назвали новичком года ЖНБА, она стала самым низким игроком в истории, получившим эту награду. Также в этом году она заняла второе место по передачам за игру во всем чемпионате. В 2006 году она была обменяна в «Лос-Анджелес Спаркс», а перед сезоном 2009 года её обменяли в «Финикс Меркури», с которым она стала чемпионом по итогам чемпионата. В январе 2012 года была обменяна в «Талса Шок» на Андреа Райли.

### Карьера в сборной
Джонсон была членом молодёжной сборной США, завоевавшей золотую медаль на чемпионате мира в Хорватии.

## Достижения
- Серебряный призёр чемпионата России: 2014